# کارن لاکمن
کارن لاکمن (دانمارکی: Karen Lachmann; ۳۰ مهٔ ۱۹۱۶ – ۳۰ سپتامبر ۱۹۶۲) شمشیرباز اهل دانمارک بود.
وی در مسابقات کشوری و بین‌المللی در مجموع برندهٔ ۱ مدال نقره، ۱ مدال برنز شده‌است.